# Eupithecia constrictata
Eupithecia constrictata là một loài bướm đêm trong họ Geometridae.